# Гушбауэр, Йозеф
Йо́зеф Гу́шбауэр (чеш. Josef Hušbauer; род. 16 марта 1990[…], Прага) — чешский футболист, полузащитник кипрского клуба «Спартакос Китиу». Выступал за сборную Чехии.

## Карьера

### Клубная
Йозеф Гушбауэр — воспитанник пражской «Спарты». На профессиональном уровне начал играть за клуб второго чешского дивизиона «Высочина» в сезоне 2007/08. Летом 2007 года полузащитник перешёл в клуб «Виктория Жижков» и в его составе дебютировал в матче Высшей лиги. В концовке игры с «Викторией» (Пльзень) футболист заменил на поле Людека Страцены.
По итогам сезона 2008/09 команда Гушбауэра выбыла во второй дивизион, и полузащитник, отыграв 7 матчей во второй лиге, стал игроком «Пршибрама».
21 ноября 2009 года Йозеф Гушбауэр забил первый гол в своей профессиональной карьере (в ворота Петра Вашека из «Словацко».
В составе «Пршибрама» футболист отыграл 1 сезон, забив 4 гола в 22 сыгранных матчах чемпионата.
Сезон 2010/11 Гушбауэр провёл в составе остравского «Баника». Будучи игроком клуба из Моравскосилезского края, полузащитник дебютировал в еврокубках, сыграв 4 матча и забив 1 гол в Лиге Европы.
В июле 2011 года Йозеф Гушбауэр перебрался в «Спарту». В составе столичного клуба футболист в сезоне 2013/14 стал чемпионом страны и лучшим бомбардиром чемпионата. В финале кубка Чехии 2013/14, сыгранном 17 мая 2014 года, полузащитник сравнял счёт на 5-й добавленной ко второму тайму минуте. В итоге «Спарта» одержала победу над пльзенской «Викторией» в серии пенальти.
10 января 2015 года на правах аренды перешёл в итальянский клуб «Кальяри». Срок аренды рассчитан до конца 2015 года.. Сыграв за «Кальяри» всего два матча, вернулся обратно в «Спарту».
16 декабря 2015 года подписал 3,5 летний контракт со столичной «Славией».

### В сборной
Йозеф Гушбауэр выступал за юношеские сборные Чехии различных возрастов, начиная с 16-летнего. В первом же матче за молодёжную сборную (отборочном к чемпионату Европы против Андорры) полузащитник, появившись на поле во втором тайме вместо Владимира Дариды, забил гол в ворота соперника. В дальнейшем Гушбауэр сыграл ещё 4 матча за «молодёжку».
Дебют футболиста в сборной Чехии состоялся 15 августа 2012 года. В концовке товарищеского матча с командой Украины Йозеф Гушбауэр сменил на поле Петра Йирачека.
21 мая 2014 года полузащитник забил первый гол за сборную (в ворота финнов с передачи Давида Лимберского).

## Достижения

### Командные
«Спарта» Прага
- Чемпион Чехии: 2013/14
- Вице-чемпион Чехии (3): 2011/12, 2012/13, 2014/15
- Обладатель Кубка Чехии: 2013/14
- Финалист кубка Чехии: 2011/12

«Славия» Прага
- Чемпион Чехии: 2016/17, 2018/19
- Обладатель Кубка Чехии: 2017/18, 2018/19

### Личные
- Лучший бомбардир чемпионата Чехии: 2013/14 (18 голов)

## Статистика

### Клубная
| Клуб                         | Сезон                        | Лига                         | Лига | Лига | Кубки | Кубки | Континентальные кубки | Континентальные кубки | Прочее | Прочее | Итого | Итого |
| Клуб                         | Сезон                        | Дивизион                     | Игры | Голы | Игры  | Голы  | Игры                  | Голы                  | Игры   | Голы   | Игры  | Голы  |
| ---------------------------- | ---------------------------- | ---------------------------- | ---- | ---- | ----- | ----- | --------------------- | --------------------- | ------ | ------ | ----- | ----- |
| Высочина                     | 2007/08                      | II                           | 8    | 0    | 0     | 0     | 0                     | 0                     | 0      | 0      | 8     | 0     |
| Виктория Жижков              | 2008/09                      | I                            | 16   | 0    | 0     | 0     | 0                     | 0                     | 0      | 0      | 16    | 0     |
| Виктория Жижков              | 2009/10                      | II                           | 7    | 0    | 0     | 0     | 0                     | 0                     | 0      | 0      | 7     | 0     |
| Всего за «Викторию» (Жижков) | Всего за «Викторию» (Жижков) | Всего за «Викторию» (Жижков) | 23   | 0    | 0     | 0     | 0                     | 0                     | 0      | 0      | 23    | 0     |
| Пршибрам                     | 2009/10                      | I                            | 22   | 4    | 4     | 0     | 0                     | 0                     | 0      | 0      | 26    | 4     |
| Баник (Острава)              | 2010/11                      | I                            | 24   | 2    | 0     | 0     | 4                     | 1                     | 0      | 0      | 28    | 3     |
| Баник (Острава)              | 2011/12                      | I                            | 2    | 1    | 0     | 0     | 0                     | 0                     | 0      | 0      | 2     | 1     |
| Всего за «Баник» (Острава)   | Всего за «Баник» (Острава)   | Всего за «Баник» (Острава)   | 26   | 3    | 0     | 0     | 4                     | 1                     | 0      | 0      | 30    | 4     |
| Спарта (Прага)               | 2011/12                      | I                            | 21   | 7    | 8     | 3     | 0                     | 0                     | 0      | 0      | 29    | 10    |
| Спарта (Прага)               | 2012/13                      | I                            | 26   | 4    | 7     | 1     | 11                    | 2                     | 0      | 0      | 44    | 7     |
| Спарта (Прага)               | 2013/14                      | I                            | 29   | 18   | 5     | 2     | 2                     | 0                     | 0      | 0      | 36    | 20    |
| Спарта (Прага)               | 2014/15                      | I                            | 9    | 3    | 1     | 1     | 6                     | 1                     | 0      | 0      | 15    | 4     |
| Всего за «Спарту» (Прага)    | Всего за «Спарту» (Прага)    | Всего за «Спарту» (Прага)    | 85   | 32   | 21    | 7     | 19                    | 3                     | 0      | 0      | 125   | 42    |
| Всего за карьеру             | Всего за карьеру             | Всего за карьеру             | 164  | 39   | 25    | 7     | 23                    | 4                     | 0      | 0      | 212   | 50    |

### В сборной
| Матчи Йозефа Гушбауэра за сборную Чехии | Матчи Йозефа Гушбауэра за сборную Чехии | Матчи Йозефа Гушбауэра за сборную Чехии | Матчи Йозефа Гушбауэра за сборную Чехии | Матчи Йозефа Гушбауэра за сборную Чехии | Матчи Йозефа Гушбауэра за сборную Чехии | Матчи Йозефа Гушбауэра за сборную Чехии |
| --------------------------------------- | --------------------------------------- | --------------------------------------- | --------------------------------------- | --------------------------------------- | --------------------------------------- | --------------------------------------- |
| №                                       | Дата                                    | Оппонент                                | Счёт                                    | Голы                                    | Соревнование                            |                                         |
| 1                                       | 15 августа 2012                         | Украина                                 | 0:0                                     | —                                       | Товарищеский матч                       |                                         |
| 2                                       | 8 сентября 2012                         | Дания                                   | 0:0                                     | —                                       | Отборочный матч ЧМ-2014                 |                                         |
| 3                                       | 14 августа 2013                         | Венгрия                                 | 1:1                                     | —                                       | Товарищеский матч                       |                                         |
| 4                                       | 6 сентября 2013                         | Армения                                 | 1:2                                     | —                                       | Отборочный матч ЧМ-2014                 |                                         |
| 5                                       | 11 октября 2013                         | Мальта                                  | 4:1                                     | —                                       | Отборочный матч ЧМ-2014                 |                                         |
| 6                                       | 15 октября 2013                         | Болгария                                | 1:0                                     | —                                       | Отборочный матч ЧМ-2014                 |                                         |
| 7                                       | 5 марта 2014                            | Норвегия                                | 2:2                                     | —                                       | Товарищеский матч                       |                                         |
| 8                                       | 21 мая 2014                             | Финляндия                               | 2:2                                     | 1                                       | Товарищеский матч                       |                                         |
| 9                                       | 3 июня 2014                             | Австрия                                 | 1:2                                     | —                                       | Товарищеский матч                       |                                         |
| 10                                      | 22 марта 2017                           | Литва                                   | 3:0                                     | —                                       | Товарищеский матч                       |                                         |
| 11                                      | 4 сентября 2017                         | Северная Ирландия                       | 0:2                                     | —                                       | Отборочный матч ЧМ-2018                 |                                         |
| 12                                      | 5 октября 2017                          | Азербайджан                             | 2:1                                     | —                                       | Отборочный матч ЧМ-2018                 |                                         |
| 13                                      | 8 ноября 2017                           | Исландия                                | 2:1                                     | —                                       | Товарищеский матч                       |                                         |
| 14                                      | 11 ноября 2017                          | Катар                                   | 1:0                                     | —                                       | Товарищеский матч                       |                                         |
| 15                                      | 1 июня 2018                             | Австралия                               | 0:4                                     | —                                       | Товарищеский матч                       |                                         |
| 16                                      | 6 июня 2018                             | Нигерия                                 | 1:0                                     | —                                       | Товарищеский матч                       |                                         |
| 17                                      | 6 сентября 2018                         | Украина                                 | 1:2                                     | —                                       | Лига Наций 2018/19                      |                                         |
| 18                                      | 10 сентября 2018                        | Россия                                  | 1:5                                     | —                                       | Товарищеский матч                       |                                         |
| 19                                      | 7 сентября 2019                         | Косово                                  | 1:2                                     | —                                       | Отборочный матч ЧЕ-2020                 |                                         |
| 20                                      | 14 октября 2019                         | Северная Ирландия                       | 2:3                                     | —                                       | Товарищеский матч                       |                                         |